# Primo Levi (journaliste)
Pour les articles homonymes, voir Levi.
Pour le chimiste et écrivain italien, voir Primo Levi.
Primo Levi (Ferrare, 25 juin 1853 - Rome, 14 avril 1917) est un écrivain et journaliste italien. Il participe activement à la vie politique de l'Italie lors de la fin du XIXe siècle, notamment dans le domaine des affaires étrangères.
Il prend le nom de plume L'Italico qui accompagne son nom dans plusieurs signatures.

## Biographie
Né dans une famille de commerçants d'origine juive, il s'installe à Milan à l'âge de seize ans et commence à travailler comme journaliste. Il occupe principalement la place de critique d'art, ce qui le rapproche du mouvement littéraire de la scapigliatura milanaise.
En 1878, il s'établit à Rome où Francesco Crispi le charge de participer à la relance du quotidien La Riforma, principal organe médiatique du courant crispien qui s'inscrit dans la gauche gouvernementale. Il en devient le directeur.
Il publie en 1883 le volume L'elogio della pazzia. Der Ring des Nibelungen où sont compilés plusieurs articles sur Giuseppe Verdi et Richard Wagner. Levi publie la même année un livret sous le titre de Abruzzo forte e gentile.
Touché par le scandale de la Banca Romana qui finance a de nombreuses reprises son journal, il est contraint de quitter la direction de ce dernier en 1893. Par la suite, Crispi le choisit comme collaborateur du ministre des affaires étrangères Alberto Blanc. En 1895 il est mis à la tête de l'office de l'Érythrée italienne et des protectorats, poste qu'il occupe jusqu'à la fin du mandat politique de Crispi.
Il retourne alors à son premier métier de journaliste pour travailler avec diverses revues libéral-conservatrices jusqu'à ce que Tommaso Tittoni, ministre du gouvernement de Giovanni Giolitti l'appelle au ministère des affaires étrangères. En 1907 il est nommé consul général de première classe malgré les critiques des journalistes.

## Œuvres
- T. Cremona, l'uomo, l'artista, nei ricordi di Luigi Perelli e Primo Levi l'Italico... (1913).
- Paesaggi e figure musicali (1913).
- Da Leone XIII a Francesco Crispi. Il Cardinale d'Hohenlohe nella vita italiana. 2a edizione... (1907).
- Domenico Morelli nella vita e nell' arte (mezzo secolo di pittura italiana)... (1906).
- La Scultura nova in Piemonte : Canonica, Calandra, Bistolfi (1900).
- Segantini (1900).
- Luigi Orlando e i suoi fratelli per la patria e per l'industria italiana, note e documenti raccolti e pubblicati per voto del municipio livornese e a cura della famiglia (1898)[N 1].
- 1897. Il Momento dell'arte... (1898)[N 2].
- La Signora Duse e la tragedia greca (1898)[1].
- L'elogio della pazzia. Der Ring des Nibelungen (1883)